# Lueyi Dovy
Lueyi Dovy (ur. 29 sierpnia 1981 w Marsylii) – francuski lekkoatleta,  sprinter, złoty medalista mistrzostw świata w Helsinkach w sztafecie 4 × 100 metrów, wielokrotny mistrz Francji.
W 2005 zdobył srebrny medal igrzysk śródziemnomorskich (bieg na 100 m, Almería).
Obywatelem francuskim jest od 2002, wcześniej reprezentował Gabon.

## Rekordy życiowe
- bieg na 100 m – 10,24 (2005)
- bieg na 200 m – 20,68 (2005)
- bieg na 50 m (hala) – 5,78 (2004)
- bieg na 60 m (hala) – 6,66 (2002)